# Lago Magadi
O lago Magadi é o lago mais ao sul do Grande Vale do Rifte, situado no Quénia, numa bacia de rochas vulcânicas falhadas, ao norte do lago Natron. Durante a estação seca, 80% do lago é coberto por soda e é bem conhecido por suas ave pernaltas, incluindo flamingos.
O lago Magadi é uma salina (lago alcalino), de aproximadamente 100 km2 de extensão, que se encontra em uma bacia endorreica formada por um graben. O lago é um exemplo de "panela salina". A água do lago, que é uma densa salmoura de carbonato de sódio, precipita grandes quantidades do mineral trona (sesquicarbonato de sódio). Em alguns lugares, o sal chega a ter 40 m de espessura. O lago é recarregado principalmente por fontes termais salinas (temperaturas de até 86°C) que descarregam em "lagoas" alcalinas ao redor das margens do lago, havendo pouco escorrimento superficial nesta região árida. A maioria das fontes termais fica ao longo das costas noroeste e sul do lago. Durante a estação chuvosa, uma fina camada (menos de 1 m) de salmoura cobre grande parte da panela salina, mas ela evapora rapidamente deixando uma vasta extensão de sal branco que se racha para produzir grandes polígonos. Uma única espécie de peixe, um ciclídeo chamado Alcolapia grahami, habita as águas quentes e altamente alcalinas deste lago e é comumente vista em algumas das piscinas de águas termais ao redor da costa, onde a temperatura da água é inferior a 45°C.
O lago Magadi nem sempre foi tão salino. Há vários milhares de anos (durante o final do Pleistoceno até meados do Holoceno no período úmido africano), a bacia de Magadi continha um lago de água doce com muitos peixes, cujos restos são preservados nas camdas altas do Magadi, uma série de sedimentos lacustres e vulcanoclásticos preservados em vários locais ao redor da costa atual. Também existem evidências de vários lagos precursores do Pleistoceno mais antigos que eram muito maiores do que o atual Lago Magadi. Em determinadas ocasiões, o Lago Magadi e o Lago Natron estiveram unidos como um único lago maior.
O lago Magadi também é conhecido por seus extensos depósitos de chertes siliciosos. Existem muitas variedades, incluindo sílex que se formaram no lago e corpos intrusivos semelhantes a diques que penetraram nos sedimentos sobrejacentes enquanto a sílica era macia. O mais famoso é o "cherte do tipo Magadi", que se formou a partir de um precursor mineral de silicato de sódio  que foi descoberto no Lago Magadi em 1967.
A magadiita, um mineral de silicato de sódio hidratado raro [NaSi7O13(OH)3·4(H2O)], foi descoberta há cerca de 50 anos em sedimentos ao redor do lago alcalino hipersalino. Hoje, esse ambiente lacustre inóspito exclui a maioria dos organismos, exceto extremófilos microbianos, alguns invertebrados (principalmente insetos), peixes altamente adaptados (Alcolapia sp.) e pássaros, incluindo flamingos. Escavações descobriram em afloramentos das Camadas Altas do Magadi que antecedem a moderna bacia salina (trona) mostram que besouros e outros invertebrados habitam esse ambiente extremo quando as condições se tornam mais favoráveis. As tocas (escala cm) preservadas em magadiita nos Leitos do Alto Magadi são preenchidas com lama, lodo e areia de sedimentos sobrejacentes. Seu contexto estratigráfico revela ciclos rasos ascendentes de lama para lama interlaminada-magadiita para magadiita em unidades de escala dm. As tocas foram formadas quando o fundo do lago ficou mais fresco e oxigenado, após um período em que a magadiita precipitou em águas salinas rasas. As tocas, provavelmente produzidas por besouros, mostram que os fósseis-traço podem fornecer evidências de mudanças de curto prazo (possivelmente anos a décadas) no ambiente contemporâneo que, de outra forma, não seriam reconhecidas ou preservadas física ou quimicamente no registro sedimentar.
O município de Magadi fica na margem leste do lago e abriga a fábrica Magadi Soda, de propriedade da Tata India desde dezembro de 2005. Esta fábrica produz carbonato de sódio, que tem uma variedade de usos industriais.
O lago é destaque no filme de Fernando Meirelles The Constant Gardener, que é baseado no livro de mesmo nome de John le Carré, e é usado como substituto para Lake Turkana no norte do Quênia, onde o livro e o filme são ambientados.
A ponte que atravessa o lago dá acesso à área a oeste do lago (escarpa Nguruman). Recentemente alojamento para turistas é fornecido em tendas de lona com ar condicionado.

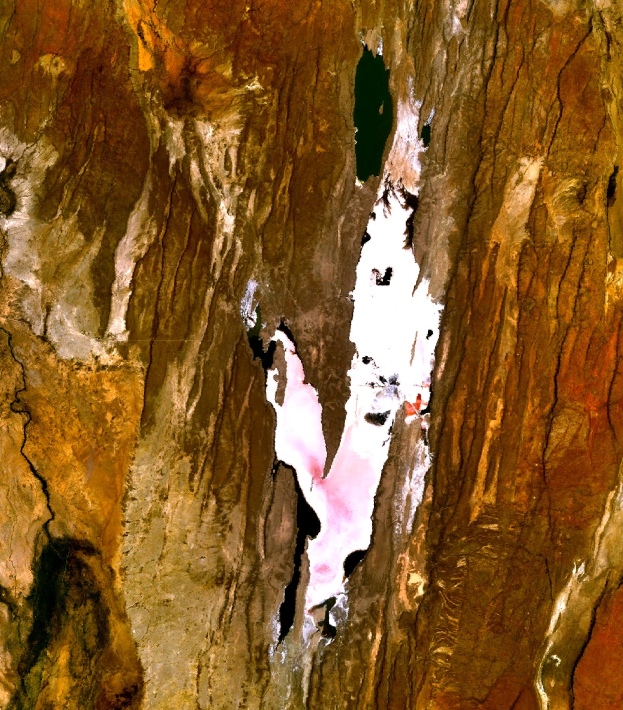
Lago Magadi, visto do espaço.
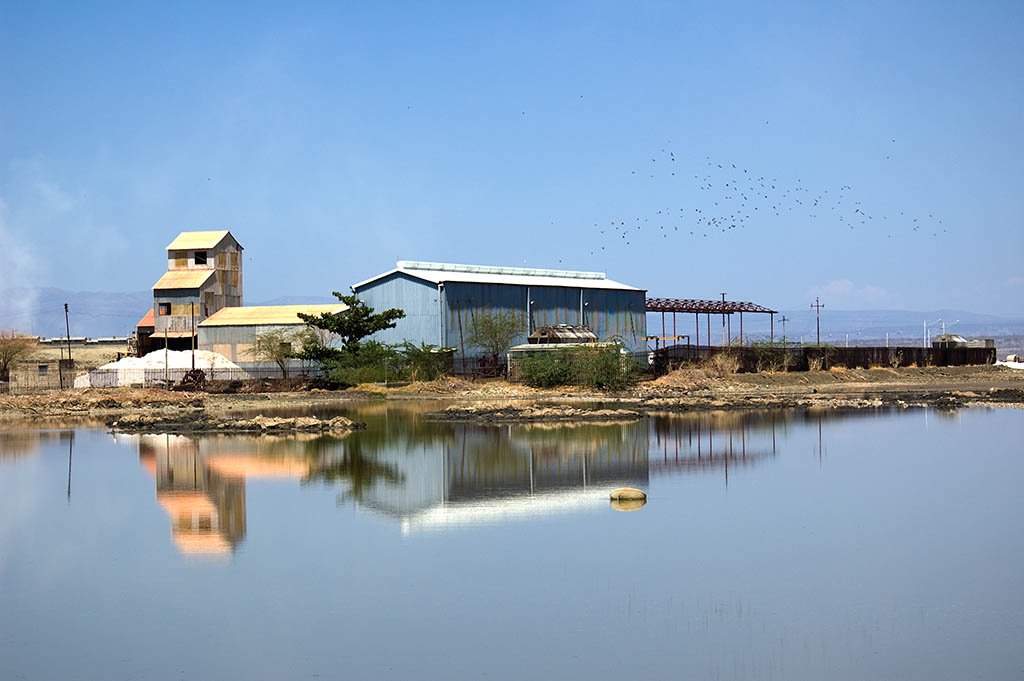
Fábrica de soda
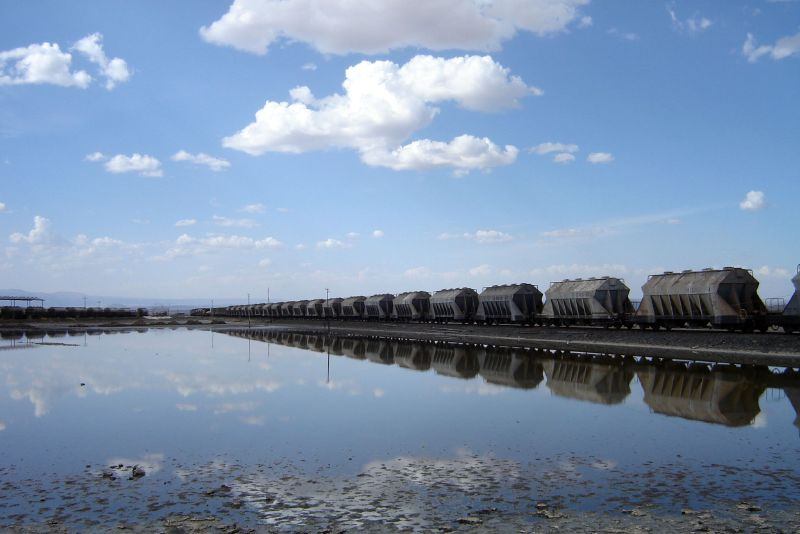
Trem de soda
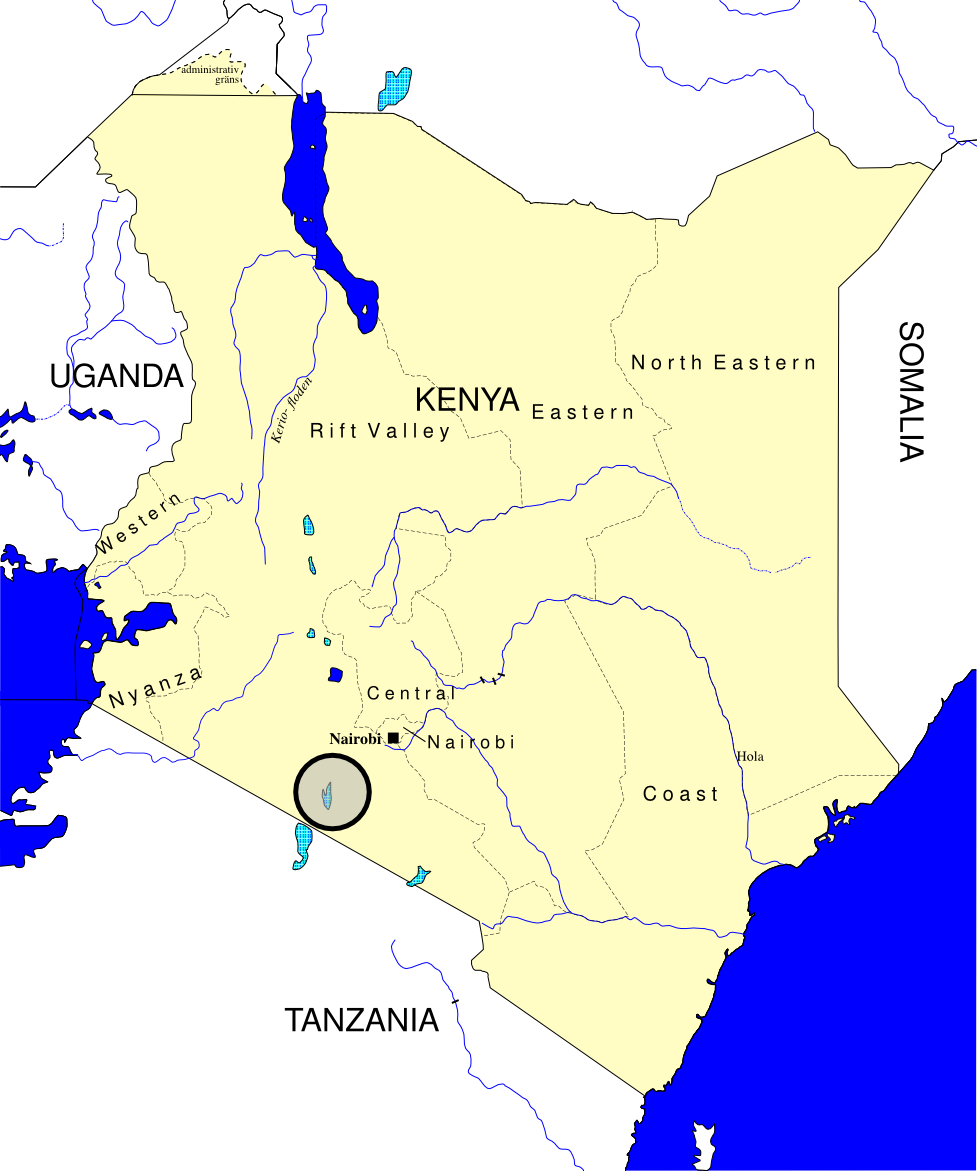
Mapa
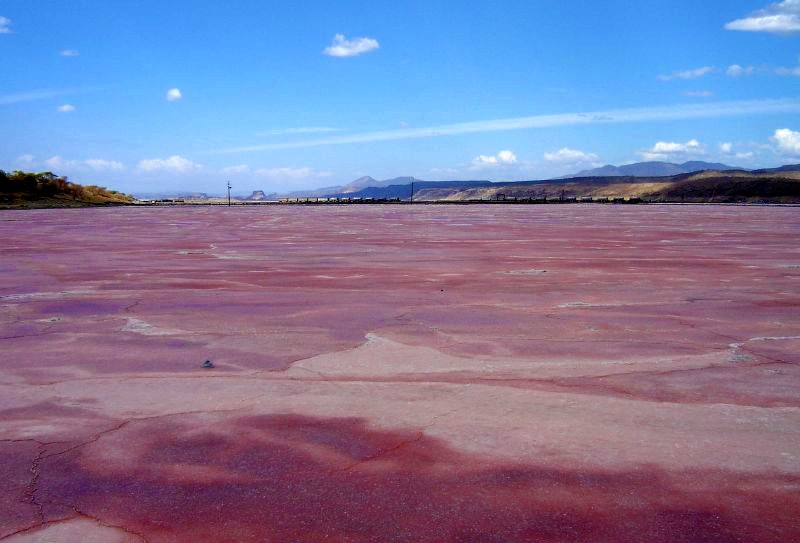
Água rosa
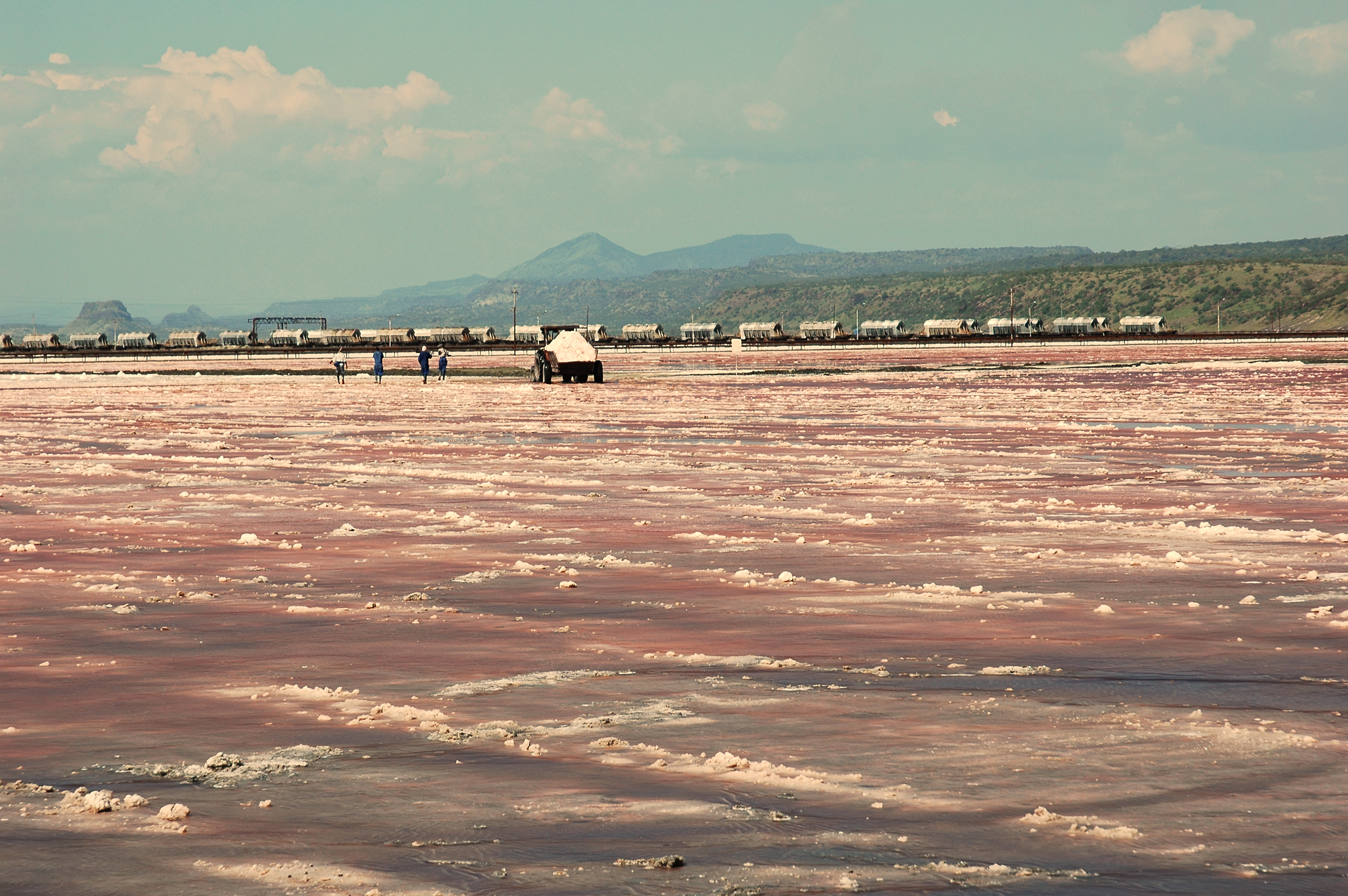
Exploração de sal no lago Magadi